# コウソクストレート
コウソクストレート（欧字名:Kosoku Straight、2014年2月27日 - 2017年11月15日）は、日本の競走馬。主な勝ち鞍に2017年のファルコンステークス。

## 概要

### デビュー前
母メジロアリスは2歳夏に新馬戦に勝ち、新潟2歳ステークス（JpnIII）やフェアリーステークス（JpnIII）に駒を進めた馬であったが、馬格に恵まれなかった。初仔の馬格も小柄であったことから、しっかりした馬格を持つヴィクトワールピサを配合。2014年2月27日に本馬（メジロアリス14）誕生した。その後、2015年の1歳馬セレクトセールにて、野﨑昭夫によって2268万円にて購買され、美浦トレーニングセンターの中舘英二調教師の下に預けられた。

### 2歳（2016年）
7月30日、新潟競馬場の新馬戦（芝1400m）に戸崎圭太とともに出走。単勝オッズ2.7倍の1番人気に推された。中団のやや前よりで先行し、最後の直線に3番手で進入すると、上がり3ハロン35.6秒の末脚で逃げ馬を捉えて抜け出した。後方に1馬身4分の3離して勝利、デビュー勝ちを収めた。戸崎は「追えばもっと伸びそうな感じでした。賢くて乗りやすい。コントロールしやすい」と評価した。
10月23日、くるみ賞（芝1400m、500万下）に出走。単勝オッズ1.6倍の1番人気に前走の新馬戦で2着に8馬身差をつけて勝利したアグネスジュレップが推され、それに次ぐ3.9倍の2番人気の評価を受けた。レースでは、終始好位で運び、逃げ馬を上がり3ハロンメンバー中最速の34.4秒の脚で抜け出して差を広げた。最終的に後方に1馬身4分の1離して勝利、2連勝となった。戸崎は「ここでは力が違いましたね」と振り返っていた。
11月5日、京王杯2歳ステークスで重賞初挑戦、単勝オッズ4.1倍の2番人気に推された。スタートで出遅れて後方10番手でから進み、最後の直線で上がり3ハロン (600 m) メンバー中2位タイの末脚で追い上げたものの、3馬身前に位置するモンドキャンノ、レーヌミノルらに届かず4着に敗れた。戸崎は「返し馬は問題なかったのですが、レース前にメンコを外したらテンションが上がり、スタートで遅れてしまいました」と回顧した。

### 3歳（2017年）
1月8日、シンザン記念（GIII）にクリストフ・ルメールに乗り替わり、単勝6番人気で出走した。後方12番手で進行し、最後の直線に懸けたが伸びずに後退し14着に敗れた。ルメールは道中で引っ掛かったこと、外枠からの発走、馬場状態、距離を敗因に挙げた。
3月18日、再び戸崎に手が戻ってファルコンステークス（GIII）に参戦。単勝オッズ5.3倍の3番人気に推された。後方から数えて5番手の中団を追走し、直線に入ると馬場の外側から末脚を伸ばし、先に抜け出した2番人気のボンセルヴィーソをかわし、クビ差で差し切り勝利、重賞初勝利を記録した。馬主の野崎昭夫にとって所有馬初の重賞勝利となった。戸崎は「かかるところがあったが、その課題を克服してくれた。マイルにも対応できる。」と回顧した。
5月7日のNHKマイルカップ（GI）への出走を念頭に調整が進められたが、レース後の疲れが尾を引いて調整が遅れていることから自重し、同レースを回避。7月2日のCBC賞（GIII）を次の目標とした。
しかし、CBC賞に登録がなく、長期離脱。そこから復帰を果たすことなく、11月15日、蹄葉炎により死亡、同日付で競走馬登録を抹消された。

## 競走成績
以下の内容は、JBISサーチおよびnetkeiba.comに基づく。
| 競走日     | 競馬場 | 競走名       | 格   | 距離（馬場）  | 頭 数 | 枠 番 | 馬 番 | オッズ （人気） | 着順 | タイム （上り3F） | 着差 | 騎手        | 斤量 [kg] | 1着馬（2着馬）       | 馬体重 [kg] |
| ---------- | ------ | ------------ | ---- | ------------- | ----- | ----- | ----- | --------------- | ---- | ----------------- | ---- | ----------- | --------- | -------------------- | ----------- |
| 2016.07.30 | 新潟   | 2歳新馬      |      | 芝1400m（良） | 18    | 1     | 2     | 002.70（1人）   | 01着 | R1:22.4（35.6）   | -0.3 | 0戸崎圭太   | 54        | （サクラサクコロ）   | 482         |
| 0000.10.23 | 東京   | くるみ賞     | 500  | 芝1400m（良） | 9     | 2     | 2     | 003.90（2人）   | 01着 | R1:23.5（34.4）   | -0.2 | 0戸崎圭太   | 55        | （マイネルアムニス） | 490         |
| 0000.11.05 | 東京   | 京王杯2歳S   | GII  | 芝1400m（良） | 13    | 7     | 11    | 004.10（2人）   | 04着 | R1:22.5（34.0）   | -0.6 | 0戸崎圭太   | 55        | モンドキャンノ       | 488         |
| 2017.01.08 | 京都   | シンザン記念 | GIII | 芝1600m（重） | 15    | 8     | 15    | 014.20（6人）   | 14着 | R1:40.7（39.9）   | -3.1 | 0C.ルメール | 56        | キョウヘイ           | 496         |
| 0000.03.18 | 中京   | ファルコンS  | GIII | 芝1400m（良） | 16    | 5     | 9     | 005.30（3人）   | 01着 | R1:21.1（34.4）   | -0.0 | 0戸崎圭太   | 56        | （ボンセルヴィーソ） | 492         |

## 血統表
| コウソクストレートの血統                       | コウソクストレートの血統                             | コウソクストレートの血統                            | （血統表の出典）                                    | （血統表の出典）  |
| 父系                                           | サンデーサイレンス系/ヘイロー系                      | サンデーサイレンス系/ヘイロー系                     | サンデーサイレンス系/ヘイロー系                     | [ § 2 ]           |
| 父 ヴィクトワールピサ 2007 黒鹿毛 北海道千歳市 | 父の父ネオユニヴァース 2000 鹿毛 北海道千歳市        | *サンデーサイレンス                                 | Halo                                                | Halo              |
| 父 ヴィクトワールピサ 2007 黒鹿毛 北海道千歳市 | 父の父ネオユニヴァース 2000 鹿毛 北海道千歳市        | *サンデーサイレンス                                 | Wishing Well                                        |                   |
| 父 ヴィクトワールピサ 2007 黒鹿毛 北海道千歳市 | 父の父ネオユニヴァース 2000 鹿毛 北海道千歳市        | *ポインテッドパス                                   | Kris                                                | Kris              |
| 父 ヴィクトワールピサ 2007 黒鹿毛 北海道千歳市 | 父の父ネオユニヴァース 2000 鹿毛 北海道千歳市        | *ポインテッドパス                                   | Silken Way                                          |                   |
| 父 ヴィクトワールピサ 2007 黒鹿毛 北海道千歳市 | 父の母*ホワイトウォーターアフェア 1993 栗毛 イギリス | Machiavellian                                       | Mr. Prospector                                      | Mr. Prospector    |
| 父 ヴィクトワールピサ 2007 黒鹿毛 北海道千歳市 | 父の母*ホワイトウォーターアフェア 1993 栗毛 イギリス | Machiavellian                                       | Coup de Folie                                       |                   |
| 父 ヴィクトワールピサ 2007 黒鹿毛 北海道千歳市 | 父の母*ホワイトウォーターアフェア 1993 栗毛 イギリス | Much Too Risky                                      | Bustino                                             | Bustino           |
| 父 ヴィクトワールピサ 2007 黒鹿毛 北海道千歳市 | 父の母*ホワイトウォーターアフェア 1993 栗毛 イギリス | Much Too Risky                                      | Short Rations                                       |                   |
| 母 メジロアリス 2005 鹿毛                      | 母の父アドマイヤコジーン 1996 芦毛                   | Cozzene                                             | Caro                                                | Caro              |
| 母 メジロアリス 2005 鹿毛                      | 母の父アドマイヤコジーン 1996 芦毛                   | Cozzene                                             | Ride the Trails                                     |                   |
| 母 メジロアリス 2005 鹿毛                      | 母の父アドマイヤコジーン 1996 芦毛                   | アドマイヤマカディ                                  | *ノーザンテースト                                   | *ノーザンテースト |
| 母 メジロアリス 2005 鹿毛                      | 母の父アドマイヤコジーン 1996 芦毛                   | アドマイヤマカディ                                  | *ミセスマカディー                                   |                   |
| 母 メジロアリス 2005 鹿毛                      | 母の母メジロシルビア 1997 芦毛                       | *ゴールデンフェザント                               | Caro                                                | Caro              |
| 母 メジロアリス 2005 鹿毛                      | 母の母メジロシルビア 1997 芦毛                       | *ゴールデンフェザント                               | Perfect Pigeon                                      |                   |
| 母 メジロアリス 2005 鹿毛                      | 母の母メジロシルビア 1997 芦毛                       | メジロリベーラ                                      | シンボリルドルフ                                    | シンボリルドルフ  |
| 母 メジロアリス 2005 鹿毛                      | 母の母メジロシルビア 1997 芦毛                       | メジロリベーラ                                      | メジロラモーヌ                                      |                   |
| 母系(F-No.)                                    | アマゾンウオリアー(USA)系(FN:9-f)                    | アマゾンウオリアー(USA)系(FN:9-f)                   | アマゾンウオリアー(USA)系(FN:9-f)                   | [ § 3 ]           |
| 5代内の近親交配                                | Caro 4･4（母内） = 12.50%、Halo 4･5（父内） = 9.38%  | Caro 4･4（母内） = 12.50%、Halo 4･5（父内） = 9.38% | Caro 4･4（母内） = 12.50%、Halo 4･5（父内） = 9.38% | [ § 4 ]           |
| 出典                                           | 1. 2. 3. 4.                                          | 1. 2. 3. 4.                                         | 1. 2. 3. 4.                                         | 1. 2. 3. 4.       |